# EGPRS
Enhanced GPRS (EGPRS) – je částí implementace EDGE a je rozšířením služby GPRS v sítích GSM.
Rozšíření EGPRS:
- nová modulace 8-PSK vedle standardní GMSK
- devět kódových a modulačních schémat místo čtyř u GPRS
- nově přepracovaná vrstva RLC/MAC
- inkrementální redundance
- větší délka okna
- resegmentace
- retransmise

EGPRS nabízí vyšší rychlosti než GPRS a je s GPRS zpětně kompatibilní. Mobilní sítě s podporou EDGE a EGPRS jsou označovány jako sítě 2.75G.

## Kódová schémata u EGPRS
EGPRS používá devět kódových a modulačních schémat MCS-1 až MCS-9. Kódové schéma a modulace se vybírá v závislosti na odstupu signál rušení, tak aby byl zajištěn co nejlepší přenos dat.
| Kódové schéma | Rychlost [kbit/s] | Modulace |
| ------------- | ----------------- | -------- |
| MCS-1         | 8,8               | GMSK     |
| MCS-2         | 11,2              | GMSK     |
| MCS-3         | 14,8              | GMSK     |
| MCS-4         | 17,6              | GMSK     |
| MCS-5         | 22,4              | 8-PSK    |
| MCS-6         | 29,6              | 8-PSK    |
| MCS-7         | 44,8              | 8-PSK    |
| MCS-8         | 54,4              | 8-PSK    |
| MCS-9         | 59,2              | 8-PSK    |

## Maximální přenosové rychlosti
GPRS nabízí nejvyšší rychlost na download 80 kbit/s při kódování CS-4 a konfiguraci telefonu 4+1 (4 time sloty pro download a jeden pro upload), u EGPRS je to při stejné konfiguraci telefonu 4+1 maximálně 236,8 kbit/s při použití kódového schématu MCS-9. V praxi se u EGPRS (EDGE) dosahuje rychlostí kolem 200 kbit/s pro download a kolem 100 kbit/s pro upload (při konfiguraci time slotů 3+2).
K využití služby EDGE je ovšem potřeba mobilní telefon nebo jiné zařízení, které tuto technologii podporuje.
V případě že mobilní telefon podporuje multislot class 32 (např. nejnovější telefony Nokia) a toto podporuje i síť pak jsou teoretické maximální rychlosti pro download u GPRS 100 kbit/s u EGPRS pak 296 kbit/s.